# Skholè
Skholè ou scholè (en grec ancien : σχολή), veut dire « temps libre », « loisir », mais c’est aussi la racine du mot « école », en latin schola. La notion d’enseignement ou leçon, aussi bien que celle qui fait référence à l’institution scolaire, ont comme origine l’idée de temps libre, de diversion, de repos propres au travail intellectuel. C’est pour cela que Pierre Bourdieu, dans son livre Méditations pascaliennes, a donné au mot skholè un sens technique emprunté au mode de vie et à la pensée des Grecs : « temps libre et libéré des urgences du monde qui rend possible un rapport libre et libéré à ces urgences, et au monde » (p. 10). Les hommes de la σχολή sont ceux qui, en Grèce, sont nés libres et font leur travail politique, littéraire ou législatif, librement, c’est-à-dire à loisir, comme le rappelle Platon ; ce sont essentiellement les philosophes. Ils s’opposaient aux hommes de l’ἀνάγκη / ananké, la nécessité qui contraignait les orateurs des tribunaux ; faute de temps, ceux-ci ne pouvaient se dégager des nécessités et de la hâte de la pratique routinière, vu que demain serait trop tard.  
D'après Bourdieu, la skholè est condition de l'existence de tous les champs savants. Elle est « la plus déterminante de toutes les conditions sociales de possibilité de la pensée « pure », et aussi la disposition scolastique qui incline à mettre en suspens les exigences de la situation, les contraintes de la nécessité économique et sociale, et les urgences qu'elle impose ou les fins qu'elle propose » (idem. p. 27). 